# La Veuve rouge
Pour plus de détails, voir Fiche technique et Distribution.
La Veuve rouge est un téléfilm français d'Édouard Molinaro sorti en 1983. Il s'inspire de la vie de Marguerite Steinheil qui défraya la chronique au début du siècle. 

## Fiche technique
- Réalisateur : Édouard Molinaro
- Scénariste : Jean Curtelin, d'après le roman d'Armand Lanoux : L'Affaire de l'Impasse Ronsin
- Musique du film : Vladimir Cosma
- Directeur de la photographie : Alain Levent
- Costumes : Jacques Fonteray
- Format : 1,33:1
- Pays d'origine : France
- Genre : Film dramatique
- Date de diffusion : 13 avril 1983

## Distribution
- Françoise Fabian : Marie
- Michel Beaune : le juge Michaud
- Roger Dumas : Vannier
- Camille de Casabianca : Gabrielle
- Patrice Alexsandre : Muller
- Marcel Cuvelier : Rupert
- Philippe Deplanche : Lecocq
- Paul Bisciglia
- Didier Pain : Édouard Fuchs
- Marcel Amont
- Jean-Pierre Castaldi : Me Aubray
- Maureen Kerwin : Mme Amaury
- Francis Lax : Le bijoutier Amaury
- Patrick Poivre d'Arvor : Lui-même
- Jean-Claude Martin : le juge Deret
- Béatrice Agenin : Charlotte
- Béatrice Masson : Sœur Léonide
- Van Doude : Lord Sulton
- Armand Mestral : L'inconnu de la police secrète
- Paul Guers : L'avocat général de la cour d'Assises
- Raoul Curet : Le médecin légiste
- André Falcon : Le président des Assises
- André Oumansky : M. Leberthier
- Geoffrey Carey : Burlingham
- Michel Caputo : Victor Reinart
- Mado Maurin : Pauline
- Gabriel Jabbour : Le costumier
- Pascal Ternisien : Bernard Abin
- Maurice Travail : Le commissaire Dutreil
- François Perrot : Le président du tribunal
- André Valardy : Le juge Bertin
- Germaine Delbat : Mme Lerner
- Serge Renko : L'avocat stagiaire
- Pierre Aknine
- Caroline Beaune
- André Dumas
- Pierre Londiche
- Dominique Zardi